# 第二次世界大戦中の日本のオーストラリア侵攻計画

1942年の日本の侵略の脅威を示すオーストラリアの宣伝ポスター。このポスターは発表時にアラーミストとして批判され、クイーンズランド政府によって禁止された。

第二次世界大戦中の日本のオーストラリア侵攻計画（だいにじせかいたいせんちゅうのにほんのオーストラリアしんこうけいかく）は、1942年初頭に大日本帝国海軍の一部がオーストラリア本土への侵攻を計画したことで始まった。しかし、この計画は大日本帝国陸軍や日本の首相である東條英機によって非現実的であると反対された。理由は、オーストラリアの地理や連合国防衛の強さである。代わりに、日本軍は本土オーストラリアをアメリカ合衆国から孤立させるため、オセアニアを進出する戦略を採用した。この攻勢は、1942年5月と6月の珊瑚海海戦およびミッドウェー海戦後に放棄され、その後の日本軍のオーストラリア周辺での作戦は、連合国軍の進撃を遅らせる目的だけで実施された。
これは、ラビの戦いを含む主要な戦闘にもかかわらずである。この戦いで日本軍は、オーストラリア旅団によって初めて陸上戦で敗北を喫した。また、ポートモレスビー作戦では、オーストラリア軍が日本軍によるオーストラリア領パプアの首都のポートモレスビーへの進出を1942年後半に阻止した。ダーウィンやブルームのオーストラリアの町は何度も空襲を受けた。また、シドニー港も2隻の特殊潜航艇による攻撃を受けており、日本軍が侵攻を強く考えていたという印象をオーストラリアやアメリカに与えたことは間違いない。これにより、ブリスベン・ライン戦略の計画も裏付けられた。
元オーストラリア戦争記念館主任歴史家であるピーター・スタンリーは、日本陸軍は「この考えを『たわごと』として退けた。南方に兵力を送れば中国や満洲におけるソビエト連邦の脅威に対して日本が弱体化すると分かっていたからである。日本陸軍がこの計画を非難しただけでなく、日本海軍軍令部もまたこの計画を軽視し、侵攻に必要とされる100万トンの輸送力を割くことはできなかった」と述べている。
1942年2月のシンガポール陥落後、オーストラリア政府、軍、そして国民は日本軍の侵攻の可能性に深く警戒した。広範な恐怖はオーストラリアの軍拡・戦争経済の拡大と、アメリカ合衆国との関係強化につながった。

## 日本の計画

### 陸軍と海軍の間の議論
太平洋戦争初期の日本の成功により、大日本帝国海軍の一部はオーストラリア侵攻を計画した。1941年12月、海軍は東南アジア征服後の「第二段階」戦争目標の一つとして、北部オーストラリア侵攻を含めることを計画した。この計画を最も強く推進したのは、海軍軍令部作戦課長の富岡定俊であり、アメリカがオセアニアで反攻作戦の拠点としてオーストラリアを利用する可能性が高いという理由によるものであった。海軍本部は、この地域のオーストラリアは防備が手薄でオーストラリアの主要人口中心地からも隔絶されているため、少数の上陸部隊で侵攻が可能だと主張した。しかし、この計画は海軍内でも全会一致の支持を得たわけではなく、連合艦隊司令長官の山本五十六は一貫して反対した。
日本陸軍は、海軍の計画は非現実的であると反対した。陸軍の重点は日本の占領地の防衛線の維持にあり、オーストラリア侵攻はこれらの防衛線を過度に拡大させると考えていた。さらに、ソビエト連邦が太平洋戦争に参戦することを懸念し、またシベリア侵攻の可能性も保持したかったため、満州の関東軍からこの作戦に必要とされる多数の兵力を引き抜くことに陸軍は消極的であった。
日本の首相である東條英機もまた、オーストラリア侵攻には一貫して反対していた。東條はアメリカとの連絡線を遮断し、オーストラリアを服従させる政策を支持していた。東條は戦犯として処刑される直前の最後のインタビューで次のように述べた。
我々にはオーストラリアを侵攻する十分な兵力は決してなかった。すでに我々の連絡線ははるかに伸びきっていた。我々には、すでに過度に拡大され、分散した兵力をさらに大幅に広げるための武装力も補給能力もなかった。我々はニューギニア全域を占領し、ラバウルを拠点として維持し、北オーストラリアを空襲することは想定していた。しかし、実際に物理的な侵攻―それは、決して、どの時点でも考えられていなかった。
1942年1月12日と2月16日に帝国議会で演説した際、東條は「香港やマレー半島にあるイギリス植民地は『東アジアに対する邪悪な拠点』であるため根絶し、これらの地域を大東亜の防衛拠点とする。ビルマとフィリピンは日本に協力すれば独立を与える。だが、オランダ領東インドやオーストラリアは日本に抵抗すれば打ち砕くが、日本の真意を認めればその福祉と発展を促進するための援助を受けることができる」と主張した。

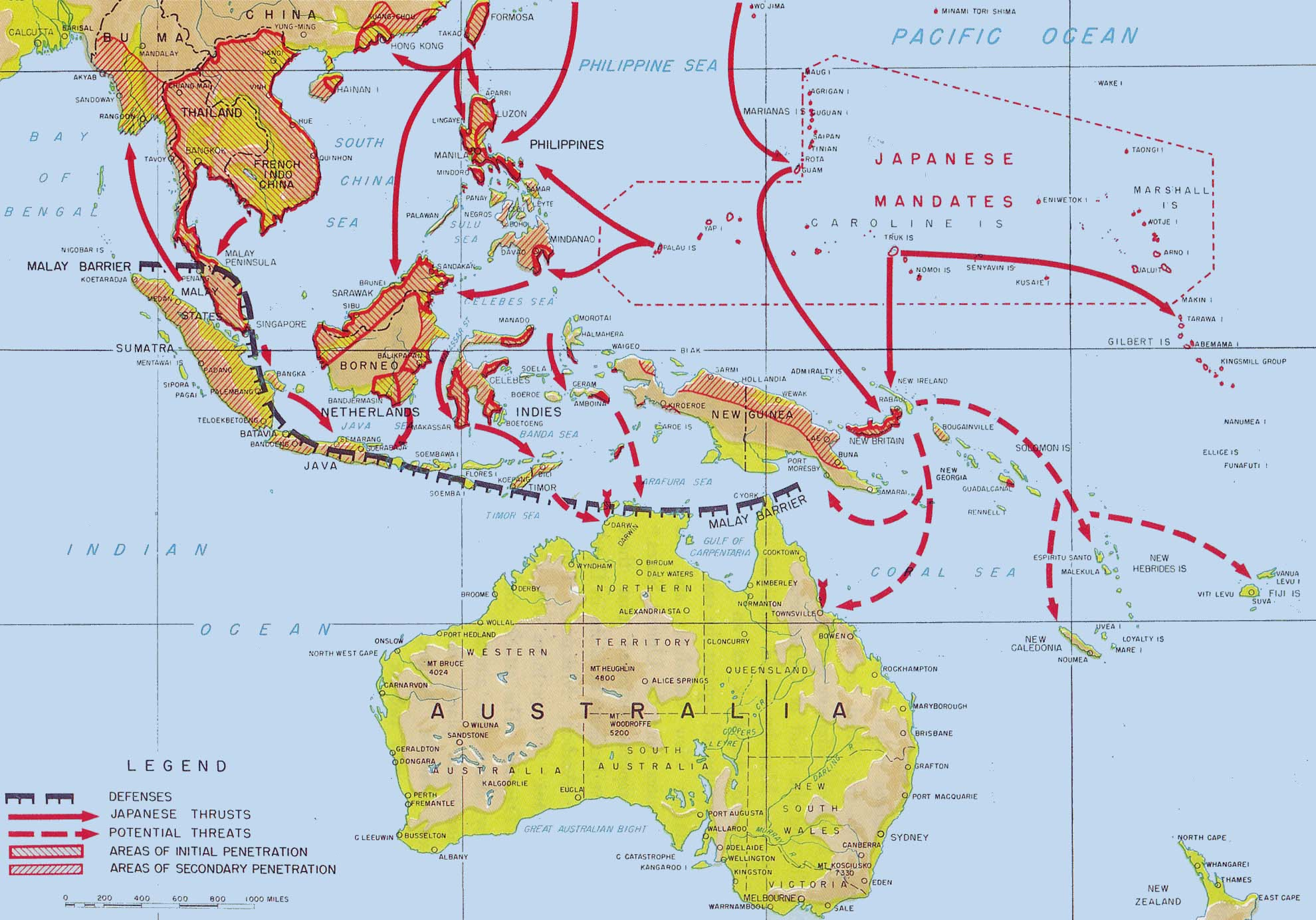
第二次世界大戦の太平洋戦線初期5か月間のオセアニア・東南アジア地域における日本軍の進撃。フィジー、サモア、ニューカレドニアへの攻勢案は右下に描かれている。

オーストラリア侵攻に必要な兵力数の算定については、陸軍と海軍の間で大きな隔たりがあり、議論の中心となった。1941年12月、海軍はオーストラリア北東部および北西部の沿岸地域を確保するには3個師団（4万5千-6万人）の兵力で十分と見積もった。これに対し、陸軍は最低でも10個師団（15万-25万人）が必要と計算した。陸軍の作戦担当者は、この兵力をオーストラリアに輸送するには150万-200万トンの輸送船舶が必要であり、そのためには徴用商船の返還を遅らせねばならないと推計した。この規模の侵攻軍は、東南アジア征服のために用いられた全軍よりも大きいものであった。また陸軍は、北部だけに飛び地を確保するという海軍案についても、連合国軍の反攻が予想されることから非現実的だと退けた。日中戦争の経験から、陸軍はオーストラリア侵攻には大陸全土の征服を目指す必要があると考えており、それは日本の能力を超えていた。
オーストラリア侵攻の可能性は、1942年2月に日本陸軍と海軍の間で数度にわたり議論された。2月6日、海軍省はフィジー、サモア、ニューカレドニアの攻略と同時にオーストラリア東部を侵攻する計画を正式に計画したが、陸軍は再びこれを拒否した。2月14日、シンガポール陥落の前日、大本営の陸軍と海軍部門が再びオーストラリア侵攻を協議し、この中で富岡は「象徴的兵力」でオーストラリア攻略は可能であると主張した。この発言は大本営の秘密日誌で「まったくのたわごと」と記された。山下奉文は次のように語っている。
彼は、シンガポールを攻略した後、東條とオーストラリア侵攻の計画について話し合いたいと述べた…。東條は補給線が長大化し、危険にさらされ、敵の攻撃を受けやすくなるという理由でこの案を却下した…。
陸軍と海軍の対立は2月下旬、侵攻ではなく孤立化を図るとの決定で決着した。陸軍は依然としてオーストラリア侵攻は非現実的と考えていたが、戦略圏を拡大し、フィジー、サモア、ニューカレドニアを占領してアメリカからオーストラリアを遮断する、いわゆるFS作戦には同意した。オーストラリア侵攻の是非が大本営で最後に議論されたのは2月27日であり、この会議で陸軍はオーストラリアが60万人規模の軍で防衛されていると認識していると述べた。さらに3月4日に開かれた追加会議で、大本営は「今後の戦争指導に関する基本方針」を正式に決定し、オーストラリア侵攻の選択肢は「他の計画が全て順調に進んだ場合のみ将来の選択肢」とされた。この方針は東條英機から天皇に上奏され、実質的にオーストラリア侵攻問題の議論を終結させた。しかし、FS作戦は珊瑚海海戦およびミッドウェー海戦での日本の敗北により実施されず、1942年7月11日に中止された。

### オセアニアにおけるその後の日本軍の作戦
1942年2月にオーストラリア侵攻の選択肢が否定され、それ以降再検討されることはなかったため、戦時中の日本軍によるオーストラリア攻撃は侵攻の前兆ではなく、オーストラリアのための戦いで時折言われるようなものではなかった。1942年2月19日の大規模なダーウィン空襲や3月3日のブルーム攻撃は、これらの町を連合国がオランダ領東インド侵攻への反撃拠点として利用することを防ぐために行われたものであり、侵攻とは関係がなかった。フライは次のように語っている。
陸軍参謀本部の将軍たちや日本の首相である東條英機大将は、オーストラリア征服のために大規模な兵力を投入する必要はないと見ていた。それほど巨大な兵站上の問題が生じるからである。将軍たちは、アメリカからオーストラリアを完全に孤立させ、強力な心理的圧力を加えることで、オーストラリアを屈服させることができると確信していた。
1942年および1943年の北部オーストラリアへの多数の空襲は主に小規模であり、そこに拠点を置く連合国の航空部隊が日本軍の陣地を攻撃するのを防ぐことを目的としていた。1942年5月のシドニー港攻撃は、日本がミッドウェー島を攻略しようとする前に連合国の戦力をそらすことを目的としていた。また、1942年および1943年のオーストラリア東海岸での日本潜水艦作戦は、ニューギニアとオーストラリア間の補給線を断つ試みであり、ニューギニアの戦いの一環であった。さらに、1942年7月から9月にかけて行われたココダ・トラック経由の前進やミルン湾上陸によるニューギニアのポートモレスビー攻略の試みは、この地域における日本の防衛線を完成させるためのものであった。ポートモレスビーが確保されれば、日本の航空機がトレス海峡や珊瑚海を支配するための拠点として使われ、オーストラリア侵攻を支援するものではなかった。
1944年1月、日本の小規模な偵察部隊がオーストラリア本土への短時間の上陸を実施した。「松機関」とは陸海軍合同の情報部隊であり、連合国が西オーストラリア州のキンバリー地方最北端のティモール海沿岸に新たな主要基地を建設し始めたという報告を調査するために上陸した。西ティモール・クパンの基地を出発した松機関は、西ティモール人の民間人で編成された徴用漁船に日本人10人が乗り込んだもので、無人のアシュモア礁やブロウズ島に短時間立ち寄った。1月19日、松機関は本土のヨーク湾に入った。東側の丘に煙を認めたが、日本側の船は碇泊し、木の枝で偽装された。上陸班はロウ川河口付近で上陸し、周辺地域を約2時間調査し、8ミリフィルムで撮影した。1月20日も松機関要員は再び現地調査を行い、その後クパンに戻った。松機関は最近の人間活動の痕跡を認めず、軍事的に有意な情報はほとんど得られなかった。この任務に関わった将校の一人は間もなく日本に帰国し、200人の日本人受刑者をオーストラリアに上陸させ、ゲリラ戦を行うことを計画したとされているが、この案は採用されなかった。歴史家のピーター・スタンリーによれば、「名のある歴史家で日本がオーストラリア侵攻計画を持っていたと考える者はおらず、証拠も一片たりとも存在しない」。

### 入植計画
1943年の報告書『大和民族を中核とする世界政策の検討』の中で、日本政府の人口問題研究所は、オーストラリアとニュージーランドが大東亜共栄圏に組み込まれ、日本人入植者が農業地帯に入植することを想定していた。

## オーストラリアにおける侵攻への恐怖
シンガポールの陥落後、オーストラリア首相のジョン・カーティンはその喪失をダンケルクの戦いになぞらえた。バトル・オブ・ブリテンはダンケルクの後に起きたが、カーティンは「シンガポールの陥落はオーストラリアの戦いの幕開けだ」と述べ、これはイギリス連邦、アメリカ、そして英語圏全体への脅威だとした。日本がオーストラリア侵攻を計画しておらず、1942年2月時点で侵攻能力もなかったことを知らなかったため、オーストラリア政府と国民はまもなく侵攻があると予期していた。恐怖は1942年6月までが最高潮となった。カーティンは2月16日に次のように述べた。
この国の防衛は、もはや戦時下の世界の一部としての貢献というだけでなく、我々自身の海岸を侵略しようとする敵への抵抗に変わった・・・。今こそ、かつてないほど働き、戦う時だ・・・。この血の試練を生き延びた時にしたいことのすべては、今、我々がなした行動にかかっている。
オーストラリア国立博物館歴史研究センター元所長のピーター・スタンリーは、日本がオーストラリア侵攻を企図していたという、繰り返される広範な神話について、「この侵攻神話は、オーストラリア人が自国の戦争努力を狭い視野で捉えることを正当化するのに役立っている」と批判している。

## フィクションにおいて
1984年の歴史改変小説『The Bush Soldiers』でジョン・フッカーは、日本によるオーストラリア侵攻の成功と、わずかなオーストラリア軍とイギリス軍による最後の抵抗を描いている。
ジョン・バーミンガムによる2004年の歴史改変小説『Designated Targets』では、大日本帝国が北部オーストラリアへの侵攻を開始する。
2001年の歴史改変エッセイ集『Rising Sun Victorious』（編集:ピーター・G・ツーラス）所収のジョン・H・ギルによる章「Samurai Down Under」では、日本軍がクイーンズランド州のケープ・ヨーク、ケアンズ、タウンズビルに一時的な成功を収めて侵攻するという筋書きが描かれている。

## 関連文献
- Arnold, Anthony (2013). A Slim Barrier: The Defence of Mainland Australia 1939-1945. PhD Thesis (Thesis). University of New South Wales. doi:10.26190/unsworks/16482. hdl:1959.4/53041.
- Brown, Gary; Anderson, David (29 April 1992). “Invasion 1942? Australia and the Japanese Threat”. Issues Brief (Canberra: Department of the Parliamentary Library). ISSN 1037-2938.
- Stanley, Peter (2007). “What is the Battle for Australia?”. Australian Army Journal (Canberra, Australian Capital Territory: Land Warfare Studies Centre) 4 (2). ISSN 1448-2843.  オリジナルの23 January 2018時点におけるアーカイブ。 2017年7月1日閲覧。.